# Santa Cruz el Palmar
Santa Cruz el Palmar är en ort i Mexiko.   Den ligger i kommunen Yajalón och delstaten Chiapas, i den sydöstra delen av landet, 800 km öster om huvudstaden Mexico City. Santa Cruz el Palmar ligger 1 009 meter över havet och antalet invånare är 121.
Terrängen runt Santa Cruz el Palmar är kuperad söderut, men norrut är den bergig. Terrängen runt Santa Cruz el Palmar sluttar söderut. Runt Santa Cruz el Palmar är det ganska tätbefolkat, med 129 invånare per kvadratkilometer. Närmaste större samhälle är Yajalón, 9,9 km nordost om Santa Cruz el Palmar. Omgivningarna runt Santa Cruz el Palmar är en mosaik av jordbruksmark och naturlig växtlighet.